# 1824
Cette page concerne l'année 1824 (MDCCCXXIV en chiffres romains) du calendrier grégorien.
L'année 1824 est une année bissextile qui commence un jeudi.

## Événements

### Afrique
- 7 janvier : parution du South African Commercial Advertiser, premier journal non-gouvernemental de la Colonie du Cap. Les Britanniques introduisent la liberté de la presse. Des journaux en anglais (Commercial Advertiser, Grahamston Journal en décembre 1831) ou en afrikaans (Zuid Afrikaan, avril 1830) apparaissent et contribuent à passionner les débats entre Boers et Britanniques[1].

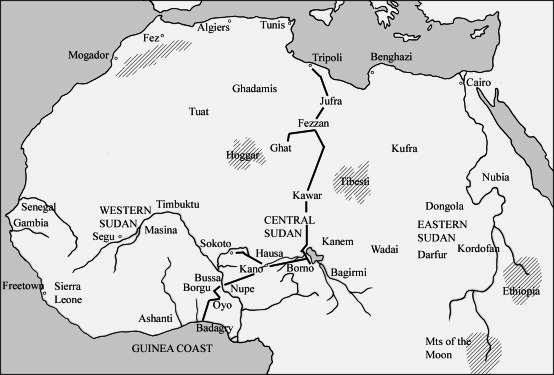
Voyages de Clapperton.

- 14 janvier : visite du lieutenant Hugh Clapperton à Kano, puis à Sokoto (avril)[2].
- 21 janvier, guerres anglo-ashanti : le gouverneur Charles Mac Carthy (en) est vaincu et tué avec six de ses officiers par les Ashanti à la bataille d'Insamankou[3].

- 26 mars : le mbang du Baguirmi Ousmane Bourkoumanda, tributaire du Ouadaï, est battu à Ngala par le cheikh du Bornou El-Kanemi[4].
- 28 mars : Husayn bey devient bey de Tunis (fin en 1835)[5]. Il poursuit la même politique que son père de rapprochement avec Alger et Paris.
- 17 mai : Abd ar-Rahman renouvelle le traité de 1767 accordant à la France le droit de faire du commerce sur les côtes du Maroc[6].
- Juillet, Afrique australe : les Sotho du sud, dirigés par Moschech (1786-1870), émigrent vers le sud et s’installent à Thaba Bosiu (la montagne de la nuit) dans le futur Basutoland (aujourd’hui Lesotho)[7].
- 7 août : les commerçants britanniques Francis Farewell et James King achètent des terres à Tchaka et s’installent à Port Natal[8].

- Le sultan du Maroc Abd ar-Rahman doit réprimer une révolte de la tribu des Oudaïa et plus tard celle d’Ehl-Sous[9].

- Fondation du camp militaire de Khartoum par les Égyptiens[10].
- Mfecane : fuyant les Zoulou, les Ndébélé conduit par le chef zoulou dissident Mzilikazi, s’installent sur le cours supérieur de l’Olifants, un affluent du Limpopo, d’où il razzient le Transvaal, capturant le bétail et surtout des enfants et des femmes (1824-1837)[11]. La même année, Sebitouane (en), chef des Kololo de la tribu Sotho, quitte le Basutoland, marche vers le Bechuanaland puis vers le nord. Il atteint le Zambèze et conquiert le Barotseland en 1838[12].

### Amérique

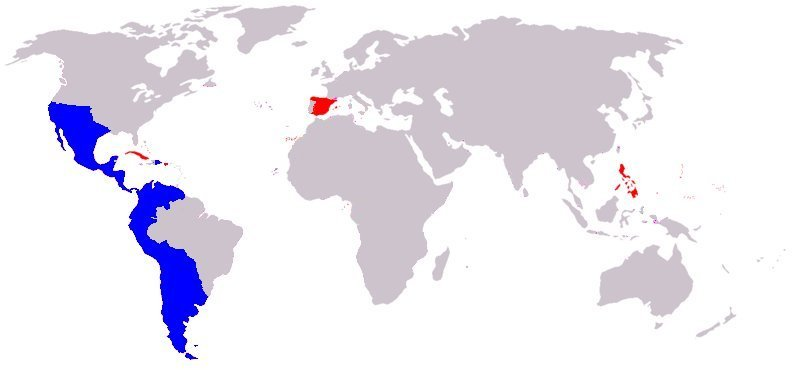
L’empire espagnol en 1824. En bleu les territoires qui accèdent à l’indépendance. L’Espagne n’est plus maîtresse que de Cuba, de Porto Rico et des Philippines.

- 11 mars : fondation du Bureau des affaires indiennes, rattaché au ministère de la guerre et établi à Washington[13]. Chargé de régler les litiges territoriaux, ce bureau se transformera en un outil de colonisation des terres indiennes.

- 25 mars : par décret impérial, entrée en vigueur de la première charte constitutionnelle brésilienne, la première constitution dans l'histoire de ce pays[14]. Elle instaure la liberté religieuse. Le catholicisme est reconnu comme religion d’État. L’empereur obtient un pouvoir modérateur qu’il utilise pour affermir l’État et renforcer l’exécutif face au législatif, en faisant alterner gouvernements libéraux et conservateurs.

- 17 avril (5 avril du calendrier julien) : convention russo-américaine de Saint-Pétersbourg sur l’Alaska[15]. Liberté de navigation et de pêche, limitation des colonies russes au 54e 40' parallèle nord.
- 8 avril : décret de Simón Bolívar redistribuant les terres aux Indiens du Pérou et de Grande Colombie. Il abolit la propriété indivise des terres indiennes, qui tombent dans les mains des grands propriétaires[16].

- 2 juillet : révolte à Recife où l’on refuse le gouverneur choisit par dom Pedro[17]. Les États du Pernambouc, de la Paraiba et du Rio Grande do Norte forment la confédération de l'Équateur. La ville est encerclée par les forces navales et terrestres qui écrasent la rébellion.

- 6 août : Simón Bolívar bat les Espagnols à la bataille de Junín (Pérou)[18].

- 4 octobre : mise en vigueur de la constitution du Mexique[19]. Santa Anna instaure la République au Mexique. Organisation des Estados Unidos Mexicanos. Santa Anna joue pendant son mandat de l’opposition entre les conservateurs centralistes et les libéraux fédéralistes pour se maintenir au pouvoir.

- 22 novembre : création de la Fédération des Provinces unies d'Amérique centrale (Honduras, Salvador, Nicaragua, Costa Rica et Guatemala)[20].

- 9 décembre : le général Antonio José de Sucre, lieutenant de Bolivar, obtient l'indépendance définitive du Pérou en défaisant l'armée espagnole à la bataille d'Ayacucho[18].

- Au Chili, les libéraux imposent le fédéralisme (1824-1829)[21].
- Guerre civile au Nicaragua alors province de la République fédérale d'Amérique centrale, secoué par un conflit entre les conservateurs de la ville de Granada et les libéraux de celle de León. Les incessantes guerres civiles empêchent que se développe le processus de construction étatique[22].

### Asie et Pacifique
- Janvier : début de la première guerre britannico-birmane à cause d'un différend sur la frontière indienne (fin en 1826[23]).
- 6 mars : le Sikh Ranjit Singh reprend Peshawar[24].
- 17 mars : traité de Londres, qui met fin au conflit néerlando-britannique dans l’espace malais et sépare en deux le détroit de Malacca. Le royaume uni des Pays-Bas s’établit en Malaisie et reprend ses comptoirs de Sumatra. Les Britanniques cèdent Bengkulu, tandis que les Néerlandais abandonnent Malacca et reconnaissent les droits des Britanniques sur Singapour. Le royaume des Pays-Bas récupère ses colonies. Les Britanniques s’engagent à ne pas intervenir dans l’archipel indonésien[25]. L’accord fait du sultanat d’Aceh un protectorat des Pays-Bas.
- 29 mars : création de la Nederlandse Handel Maatschappij (NHM), société d’État chargée d’entreposer et de mettre en vente les productions coloniales en Indonésie[26].
- 21 juillet : Nang Klao monte sur le trône du Siam sous le nom de Rama III (fin en 1851)[27]. Il poursuit le redressement du Siam après les défaites infligées au XVIIIe siècle par les Birmans. Il met à profit l’affaiblissement de la Birmanie à l’issue de la guerre britannico-birmane pour mener une politique extérieure agressive à l’égard du Cambodge, du Laos et des royaumes Malais.

- 11 septembre, Australie : John Oxley fonde un établissement britannique à Redcliffe dans la baie Moreton (déplacé à Brisbane en 1825)[28].

### Europe

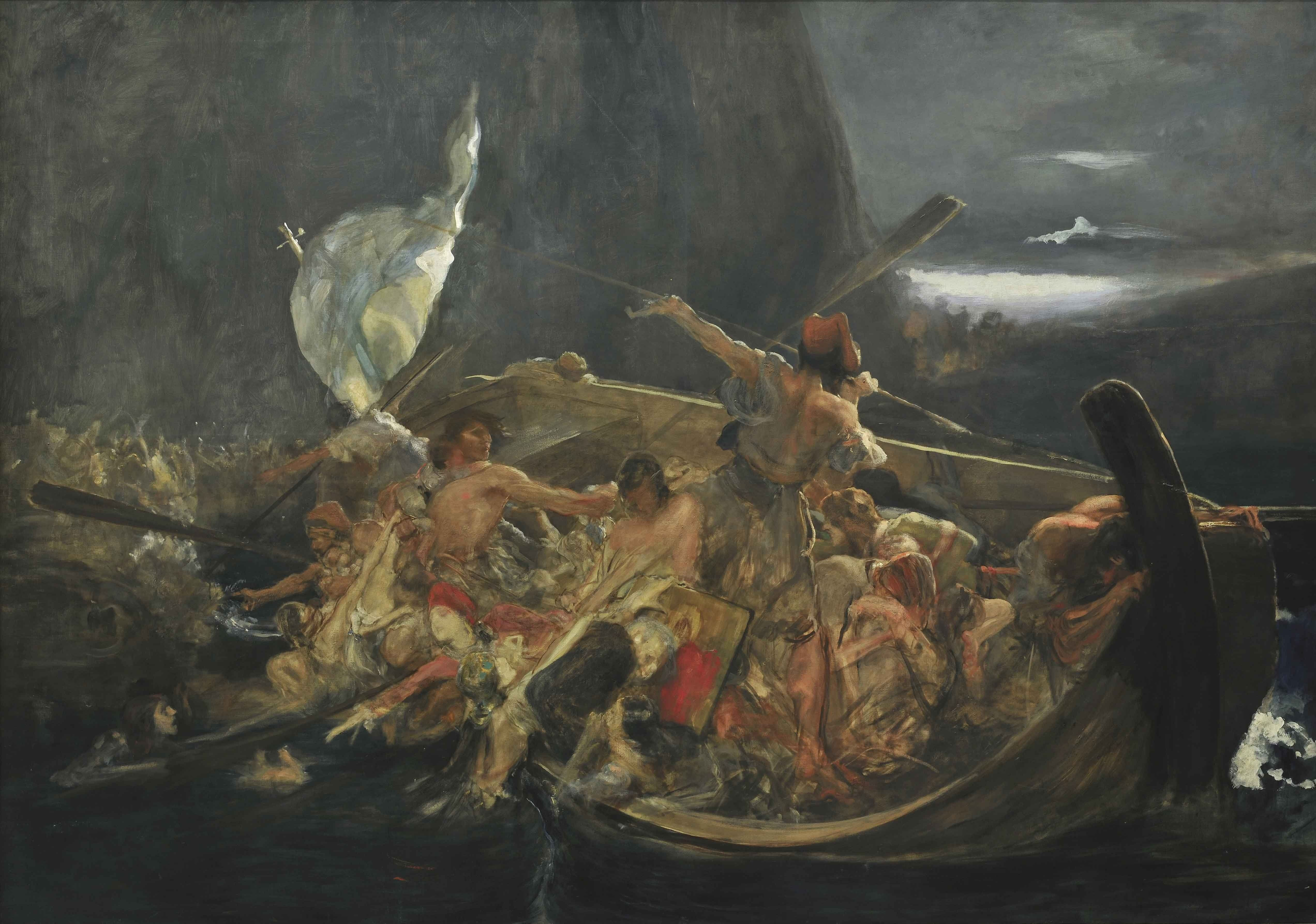
3 juillet : massacre de Psara. Après la prise de Psara, toile de Nikólaos Gýzis.

- 5 janvier : Lord Byron débarque à Missolonghi avec des armes fournies par les comités philhellènes européens[29]. Il meurt le 19 avril.
- 26 février-6 mars, France : élection de la Chambre retrouvée. Nouvelle victoire des ultras[30].

- Printemps : rencontres en Russie entre la Société patriotique et la société du Sud (1824 et janvier 1825) : désaccord sur les frontières historiques de la Pologne[31].

- 30 avril : Abrilada, révolte contre le libéralisme au Portugal[32].
- 7 mai : création de la 9e symphonie de Beethoven au Theater am Kärntnertor à Vienne.
- 9 mai : sous la pression des Français, Michel libère son père le roi Jean VI de Portugal qui est aussitôt réinvesti de tous ses pouvoirs[33]. La reine, hostile aux idées libérales, est exilée.
- 27 mai (15 mai du calendrier julien) : disgrâce de Golitsyne, ministre de l’Instruction publique et des Cultes en Russie[34], remplacé par l’amiral Chichkov qui mène une politique nationaliste et réactionnaire (fin en 1828).
- 17 juin : accord international de Saint-Pétersbourg[35]. Les grandes puissances (Autriche, Royaume-Uni et Russie) décident une démarche collective auprès du sultan ottoman pour qu’il cesse de réprimer l’insurrection grecque. Le tsar préconise la formation de trois principautés grecques autonomes. Des comités de soutien aux insurgés grecs se forment dans toute l’Europe.
- 21 juin : abrogation des Combination Acts[36]. Le Parlement britannique autorise les syndicats : la loi exclut les trades-unions des poursuites pour actions collectives contre la loi commune. Cette mesure met un terme aux lois condamnant les associations d’ouvriers.
- 3 juillet : attaque de Psara par la flotte égyptienne d’Ibrahim Pacha. Massacre perpétré contre la population grecque de l’île[37].

- 16 septembre : début du règne de Charles X de France (fin en 1830)[38].

## Naissances en 1824

### Janvier
- 15 janvier : Alphonsine Plessis, inspiratrice de La Dame aux camélias, d'Alexandre Dumas († 3 février 1847).
- 21 janvier : Bertha Valerius, photographe et peintre suédoise († 24 mars 1895).
- 27 janvier : 
  - Josef Israëls, peintre néerlandais († 10 août 1911).
  - Jean Scohy, peintre français († 19 février 1897).

### Février
- 16 février : Peter Kozler, avocat, géographe, cartographe, industriel et militant politique autrichien († 16 avril 1879).
- 19 février : Henri Germain, banquier français, à l'origine de la fondation du Crédit lyonnais († 2 février 1905).
- 20 février : Virginie Barbet, militante anarchiste, écrivaine et féministe française († ?)
- 24 février : George William Curtis, écrivain et journaliste américain († 31 août 1892).
- 27 février :
  - Henri-Pierre Picou, peintre français († 17 juillet 1895).
  - Félix Trutat, peintre français († 7 mars 1848).

### Mars
- 14 mars : Jules Guillery, avocat et homme politique belge († 7 février 1902).
- 18 mars :
  - Auguste Bonheur, peintre français († 25 mai 1884).
  - Julie-Victoire Daubié, journaliste française († 26 août 1874).
- 28 mars : Alekseï Bogolioubov, peintre de marines russe († 27 octobre 1896).
- 29 mars : Hippolyte Pradelles, peintre paysagiste français († 6 janvier 1913).

### Avril
- 1er avril : Eugène Ortolan, juriste, diplomate et compositeur français († 11 mai 1891).
- 5 avril : Ladislav Pejačević, homme politique et noble austro-hongrois et croate († 7 avril 1901).
- 14 avril : Auguste Salzmann, photographe français († 24 février 1872).
- 16 avril : Alphonse Muraton, peintre français († 28 décembre 1911).
- 18 avril : Louis Lemaire, peintre et graveur français († 16 mars 1910).
- 20 avril : Peter Martin Duncan, paléontologue britannique († 28 mai 1891).
- 21 avril : Josep Anselm Clavé i Camps, homme politique et musicien espagnol († 24 février 1874 ou 25 février 1874).
- 22 avril : Richard Wüerst, compositeur et professeur de musique allemand († 9 octobre 1881).
- 27 avril : Francisco Vargas Fontecilla, avocat, homme de lettres et homme politique chilien († 10 décembre 1883).
- 28 avril : Alexandre Augustin Célestin Bullier, sculpteur français († 17 juin 1903).

### Mai
- 5 mai : Jean Étienne Joanny Maisiat, peintre de genre français († 15 décembre 1910).
- 11 mai : Jean-Léon Gérôme, peintre et sculpteur français († 10 janvier 1904).
- 29 mai : Louis-Augustin Auguin, peintre français († 30 juillet 1903).

### Juin
- 8 juin : Gabriel Balart, compositeur, chef d'orchestre et pédagogue espagnol († 5 juillet 1893).
- 12 juin : Albert-Ernest Carrier-Belleuse, sculpteur et peintre français († 4 juin 1887).
- 23 juin : Carl Reinecke, compositeur allemand († 10 mars 1910).

### Juillet
- 6 juillet : Marko Pernhart, peintre et dessinateur autrichien († 30 mars 1871).
- 10 juillet : Rudolf von Bennigsen, homme politique allemand († 7 août 1902).
- 12 juillet : Eugène Boudin, peintre français († 8 août 1898).
- 27 juillet : Alexandre Dumas Fils, écrivain français († 27 novembre 1895).
- 28 juillet : Joseph Suchet, peintre de marines français († 6 janvier 1896).

### Août
- 3 août : Rocco Verduci, révolutionnaire et patriote de l'unification italienne († 2 octobre 1847).
- 7 août : Alfred Richard, peintre mauricien († 8 mars 1880).
- 8 août : Marius Engalière, peintre français († 16 mars 1857).
- 20 août : Jean-Baptiste Jules Trayer, peintre français († 1er janvier 1909).
- 26 août : Adolphe Gustave Gerhardt, officier de cavalerie français, auteur d'ouvrages hippiques († 9 janvier 1915).

### Septembre
- 4 septembre : Anton Bruckner, compositeur autrichien († 11 octobre 1896).
- 8 septembre : Jaime Nunó, compositeur espagnol († 18 juillet 1908).
- 9 septembre : Georg Mader, peintre autrichien († 31 mai 1881).
- 22 septembre : Gaspard Mermillod, cardinal suisse, évêque catholique de Lausanne et Genève († 23 février 1892).
- 26 septembre : Charles Lapostolet, peintre paysagiste français († 24 juillet 1890).

### Octobre
- 9 octobre : Carlo Ademollo, peintre italien († 15 juillet 1911).
- 14 octobre : Adolphe Monticelli, peintre français († 29 juin 1886).
- 15 octobre :
  - Yan' Dargent, peintre breton († 19 novembre 1899).
  - Benoît Langénieux, cardinal français, archevêque de Reims († 1er janvier 1905).
- 19 octobre : Caterina Coromina i Agustí, religieuse et fondatrice espagnole, vénérable († 11 juillet 1893).
- 23 octobre :
  - Alphonse Chigot, peintre français († 8 octobre 1917).
  - Charles Fechter, acteur français († 5 août 1879).
- 24 octobre : Gustave Brion, peintre et illustrateur français († 3 novembre 1877).
- 27 octobre : Julie Wilhelmine Hagen-Schwarz, peintre germano-balte († 7 octobre 1902).

### Novembre
- 24 novembre : Laurent de Rillé, enseignant, compositeur et orphéoniste français († 26 août 1915).
- 30 novembre : Johan Hendrik Weissenbruch, peintre néerlandais († 14 mars 1903).

### Décembre
- 3 décembre : Jules Thibon, peintre français († 15 décembre 1881).
- 11 décembre : Pepete (José Dámaso Rodríguez y Rodríguez), matador espagnol († 20 avril 1862).
- 14 décembre : Pierre Puvis de Chavannes, peintre français († 24 octobre 1898).
- 24 décembre : Peter Cornelius, compositeur allemand († 26 octobre 1874).
- 25 décembre : Thomas McIlwraith, homme d'affaires et ornithologue canadien d'origine écossaise († 31 juillet 1903).

### Date précise inconnue
- Eugène Accard, peintre français († 28 août 1888).
- Cristiano Banti, peintre italien († 1904).
- William Tell Coleman, homme politique américain († 1893).
- Lorenzo Gelati, peintre italien († 1895).
- Louis Paternostre, peintre belge († 23 mars 1870).
- Razafinimanjaka Raketaka, princesse héritière de Madagascar († 1866).
- Théodore Semet, compositeur français († 1888).
- Andrea Vinai, peintre italien († 1893).

## Décès en 1824
- 24 janvier : Ercole Consalvi, cardinal italien (° 8 juin 1757).
- 26 janvier : Théodore Géricault, peintre français (° 26 septembre 1791).

- 7 février : Jacques-Antoine-Marie Lemoine, peintre français (° 17 juillet 1751).
- 23 février : Blasius Merrem, zoologiste allemand (° 4 février 1761).

- 8 mars : Jean-Jacques-Régis de Cambacérès, deuxième consul et prince-archichancelier du Premier Empire (° 18 octobre 1753)

- 18 avril : Edward Jones, musicien gallois (° 29 mars 1752).
- 19 avril : Lord Byron, écrivain britannique (° 22 janvier 1788).
- 21 avril : Kitao Masayoshi,  peintre et dessinateur japonais spécialiste de l’Ukiyo-e (° 1764).

- 15 mai : Johann Philipp von Stadion, homme politique et diplomate autrichien (° 18 juin 1763).

- 14 juin : Charles-François Lebrun, troisième consul et prince-architrésorier du Premier Empire (° 19 mars 1739).
- 21 juin : Louis-François de Bausset, cardinal français, évêque d'Alès (° 14 décembre 1748).

- 20 juillet : Maine de Biran, philosophe français (° 29 novembre 1766).

- 6 août : Johann Peter von Langer, peintre allemand (° 1er juillet 1756).
- 17 août : Anicet Charles Gabriel Lemonnier, peintre d’histoire français (° 6 juin 1743).

- 16 septembre : Louis XVIII de France , roi de France depuis 1814 (° 17 novembre 1755).
- 23 septembre : John Cartwright, officier de marine et homme politique britannique (° 17 septembre 1740).

- 9 octobre : Jonathan Dayton, homme politique américain (° 16 octobre 1760).
- 4 décembre : Mathurin Ménard : chef chouan français (° 20 juillet 1765).
- 9 décembre : Anne-Louis Girodet, peintre français (° 5 janvier 1767).
- 24 décembre :
  - Johann Christoph von Aretin, homme politique allemand (° 2 décembre 1773).
  - Edme-Pierre Chauvot de Beauchêne, médecin français (° 3 mars 1749).
  - Pushmataha, chef amérindien (° 1764).
- 25 décembre : Barbara Juliane de Vietinghoff, baronne de Krüdener, femme de lettres mystique russe d’origine livonienne (° 22 novembre 1764).

- Date inconnue :
  - Jean-Marie Despiau, médecin français (° ?).
  - Antoine Vestier, peintre français (° 27 avril 1740).